# Limax brandstetteri
Limax brandstetteri ist eine Nacktschnecken-Art aus der Familie der Schnegel (Limacidae), die zu den Landlungenschnecken (Stylommatophora) gehört. Sie ist endemisch in den Abruzzen (Italien). Die Art wurde nach Clemens Brandstetter benannt, der die Art gesammelt hatte.

## Merkmale
Limax brandstetteri ist klein bis mittelgroß und erreicht ausgestreckt eine Länge von 9,5 bis 12,5 cm, bei einer Rückenbreite von 1,0 bis 1,5 cm, und einer Sohlenbreite von 1,2 bis 1,7 cm. Sie ist dabei verglichen mit anderen Arten sehr lang und schmal. Der Mantelschild ist vergleichsweise kurz mit gerundetem Vorderrand und stumpf gewinkeltem Hinterrand. Das bis auf die äußeren Randbereiche verkalkte Schalenplättchen im Mantel ist 9,0 bis 10,0 mm lang bei einer Breite von 6,0 mm. Der Kiel erreicht von der Schwanzspitze etwa ¼ der Rückenlänge; er ist farblich nicht abgehoben. Das vordere Drittel des Rückens weist 32 bis 38 allerdings undeutlich getrennte längs verlaufende Runzelreihen auf. In der Ruheposition und kontrahiert sind die Runzeln sehr markant und geschlängelt.
Die Tiere sind auf dem Rücken und Mantel meist tiefschwarz, sehr selten auch schwärzlichbraun
oder schwärzlichgrau. Die Fußsohle ist einheitlich weißlich-cremefarben; mit zunehmendem Alter werden die Randbereiche der Fußsohle etwas dunkler.
Im Genitalapparat ist die Zwitterdrüse länglich-oval; sie liegt bei protandrischen, aber bereits geschlechtsreifen Tieren im hintersten Teil des Eingeweidesacks. Bei älteren Tieren und gegen Ende der Eiablage wird sie kleiner und von der Mitteldarmdrüse umschlossen. Der Zwittergang ist dünn, im Spermovidukt entwickelt sich der „Uterus“ erst bei älteren Tieren aus. Auch die Eiweißdrüse ist zunächst klein und wird erst bei älteren Tieren größer. Der kurze freie Eileiter (Ovidukt) ist sehr kurz, nur etwa halb so lang wie Bursa und Pedunculus der Bursa copulatrix.
Der wenig geschlängelte Penis ist 17,0 bis 20,0 mm lang und vergleichsweise dick. Er zeigt eine Verdickung im unteren Drittel und im obersten Teil einen „kappenartig“ abgesetzten Blindsack (Coecum). Die Spitze des Penis mit dem Blindsack ist leicht bläulich oder gräulich gefärbt. Der Samenleiter umschlingt den Penis einmal, ist ebenfalls recht kurz und vergleichsweise dick, und besitzt vor der Einmündung in den Penis eine stärkere, opake Verdickung (muskulös oder drüsig?). Er mündet direkt neben dem Ansatz des Penisretraktormuskel in den Penis und ist mit wenig Bindegewebe an den Penis angeheftet. Innen besitzt der Penis eine kräftige Längsfalte („Kamm“), der sich im Blindsack in mehrere Fortsätze aufspaltet. Der Samenleiter verläuft bei seiner Einmündung in den Penis durch eine Penispapille hindurch.

### Ähnliche Arten
Limax brandstetteri gehört zur Gruppe des Schwarzen Schnegels (Limax maximus) und unterscheidet sich von Limax ianninii Giusti, 1973, der einzigen anderen Hochgebirgsform von der Italienischen Halbinsel äußerlich nicht. Anatomische, innere Unterschiede sind: der schlankere Penis, der gut ausgebildete Blindsack am Penis, die vom Samenleiter durchbrochene Penispapille an der Einmündung des Samenleiters (bei. L. iannini mündet der Samenleiter neben der Papille), die (andere) Struktur der Innenwand des Penis und ein im unteren Drittel des Penis höheren Peniskamm (bei. L. iannini im oberen Drittel).

## Geographische Verbreitung und Lebensraum
Limax brandstetteri wurde bisher nur in einem kleinen Gebiet um La Maielletta (Maiella-Massiv, Abruzzen) im Grenzgebiet zwischen den Provinzen Pescara und Chieti (Italien) gefunden. Es handelt sich um eine Hochgebirgsart, die bisher nur zwischen 1750 m und 2200 m gefunden wurde.
Die Art lebt auf extensiv bewirtschafteten, steinigen Hochgebirgswiesen. Die Tiere sind dabei je nach Witterung bis Anfang Dezember aktiv. Im Frühjahr erscheinen die Tiere bereits wieder, wenn erste Flächen in der sonst geschlossenen Schneedecke ausapern.

## Lebensweise
Die Tiere sind zweijährig und überwintern somit als noch nicht geschlechtsreife Jungtiere wie auch als Adulte oder Subadulte. Wahrscheinlich halten frühreife Exemplare, oder Exemplare mit verzögerter Entwicklung die beiden Kohorten zusammen und in sich geschlossene Fortpflanzungsgemeinschaft aufrecht. Beobachtungen bei der Laborhaltung lassen schließen, dass die Tiere empfindlich gegen hohe Temperaturen sind. Bei Raumtemperaturen von 30° oder über 30° waren mehrere Tiere plötzlich gestorben. Die Gelege wurden im August abgelegt. Sie enthielten 26 bis 42 kugelige Eier. Die sehr dünnwandigen Eier maßen 4,8 und 5,2 mm im Durchmesser und hatten eine runzlige, hammerschlägige Oberfläche. Die Entwicklung dauerte unter
Laborbedingungen etwa 24 Tage. Zum Schlüpfzeitpunkt sind Jungtiere 7,0 bis 8,5 mm lang. Der Kiel war extrem scharf und lamellenartig.

## Taxonomie
Limax brandstetteri wurde von Gerhard Falkner 2008 erstmals beschrieben. Seither sind keine neuen Beobachtungen hinzugekommen.

## Belege

### Online
- AnimalBase - Limax brandstetteri